# Ранипаува
Ранипаува — деревня в Непале, находится на территории административного района Мустанг.
Деревня расположена расположена в верховьях реки Кали-Гандаки на высоте около 3800 м над уровнем моря у западного склона перевала Торонг-Ла.

## Муктинатх
В районе деревни расположено несколько индуистских и буддистских храмов и монастырей, наиболее известный из которых — Муктинатх. Саму деревню в ряде источников ошибочно также называют Муктинатхом.

## Транспорт
Ранипаува соединена грунтовой автодорогой с городом Джомсом. В Джомсоме находится небольшой аэропорт, из которого выполняются рейсы в Покхару.

## Паломничество и туризм
В деревне Ранипаува открыто множество гостевых домов и небольших гостиниц, где останавливаются паломники, прибывшие в Муктинатх, а также туристы — Ранипаува лежит на пути пешего туристского маршрута «Трек вокруг Аннапурны».